# La princesa i els follets
|  | Aquest article tracta sobre la pel·lícula. Vegeu-ne altres significats a «The Princess and the Goblin». |

La princesa i els follets (títol original en anglès: The Princess and the Goblin; en hongarès A hercegnő és a kobold) és un llargmetratge d'animació estatunidenco-hongareso-japonès dirigit per József Gémes i estrenat a Hongria el 1991.
Es tracta d'una adaptació cinematogràfica de la novel·la La Princesa i els follets de l'escriptor britànic George MacDonald, publicat l'any 1872. Ha estat doblada al català.

## Argument
Irene, la filla del rei, viu plàcidament al castell del seu pare, vigilada per la seva mainadera. Un dia, aprofitant de l'absència del rei i la distracció de la seva mainadera, Irene s'aventura al bosc veí, on es diu que coses estranyes poden arribar a passar. Ella hi troba criatures malèfiques que la persegueixen, però és salvada per l'arribada d'un jove, Curdy, que la porta al castell. Des de llavors, la curiositat de Irene cap al bosc i cap a Curdy no fa més que augmentar. Poc després, el regne fa front a la invasió d'un devastador exèrcit d'orcs dirigida pel rei dels orcs. Irene i Curdy es veuen capaços de salvar el regne.

## Repartiment
- Joss Ackland - Rei Papa, el pare d'Irene
- Claire Bloom - rebesàvia Irene
- Roy Kinnear - Mump.
- Sally Ann Marsh - Princesa Irene, la princesa del castell i la protagonista principal
- Rik Mayall - Príncep Froglip, el príncep Follet i l'antagonista principal
- Peggy Mont - Reina dels Follets, mare de Froglip i antagonista secundari.
- Peter Murray - Curdie, un noi guerrer i el protagonista secundari. (Paul Keating va fer la seva veu de cant.)
- Victor Spinetti - Glump
- Mollie Sugden - Lootie, la mainadera d'Irene
- William Hootkins - Peter, pare de Curdie
- Robin Lyons - Follet King, pare de Froglip